# Çirkin (Schiff, 1980)
Die Çirkin (türk. Çirkin = Hässlich) ist ein RoRo-Schiff, das unter der Flagge Tansanias fährt. 2020 war es in eine Auseinandersetzung zwischen der NATO und der Türkei verwickelt.

## Geschichte
Es wurde 1980 bei der Titovo-Werft in Kraljevica im ehemaligen Jugoslawien gebaut und verkehrte zuerst unter dem Namen Cres für die Reederei Lošinjska Plovidba OOUR Brodarstvo in Rijeka. Seit 2014 fährt das Schiff unter dem Namen Çirkin und tansanischer Flagge für Avrasya Shipping International.
Bei den Internationalen Verhandlungen zur Beilegung des Bürgerkriegs in Libyen am 19. Januar 2020 erklärten die Konfliktparteien, Waffenruhe zu halten und alle teilnehmenden Staaten, darunter auch die Türkei, erklärten, das beschlossene Waffenembargo einzuhalten. Doch schon am 29. Januar meldete die französische Marine, dass die Türkei mit dem Frachtschiff Çirkin das Waffenembargo brechen würde. In der folgenden Zeit soll sie noch oft zwischen der Türkei und Libyen gependelt sein.
Ende Mai 2020 verließ die Çirkin den Istanbuler Hafen von Haydarpaşa mit dem Ziel Gabès in Tunesien. Verdächtig war jedoch, dass sie von türkischen Militärschiffen begleitet wurde und dass sie zwei Tage nachdem sie türkische Gewässer verlassen hatte, das Automatic Identification System deaktivierte. So konnte sie weder identifiziert noch ihre Position getrackt werden. Die französische Fregatte Forbin, die sich auf der Rückkehr von der Mission EMASoH an der Straße von Hormus befand, entdeckte am 27. Mai das Schiff ohne AIS mit Kurs Richtung Libyen und startete einen Hubschrauber zur Aufklärung. Als sie sich näherte und man Funkkontakt aufnehmen wollte, änderte die Çirkin ihren Kurs Richtung Tunesien und außerdem erschienen zwei türkische Fregatten, die das Schiff in einiger Entfernung begleiteten und darauf hinwiesen, dass es unter türkischem Schutz stehe. Der Hubschrauber kehrte zur Forbin zurück, und als man sich entfernte, änderte die Çirkin wieder ihren Kurs Richtung Libyen und erreichte am 28. Mai die Hafenstadt Misrata. Nach Geheimdienstinformationen lieferte man Kampfpanzer M60, MIM-23 HAWK Flugabwehrraketen, 105 Maschinenkanonen und syrische Söldner, vornehmlich der Sultan Murad Division, an die Streitkräfte Libyens.
Am 2. Juni 2020 kehrte die Çirkin in den Hafen von Haydarpaşa zurück und wurde am 5. und 6. Juni mit Containern beladen. Am 7. Juni um 13:45 Uhr verließ das Schiff nach offiziellen Angaben den Hafen in Richtung Gabès. Wenig später schlossen sich die beiden türkischen Kriegsschiffe TCG Gökova und TCG Oruçreis als Begleitschutz an. In der Nähe der griechischen Insel Psara überflog ein türkisches Kampfflugzeug die Position des Schiffes und verletzte damit den griechischen Luftraum. Da man vermutete, dass die Çirkin wieder eine illegale Waffenlieferung nach Libyen bringen würde, sollte sie von der griechischen Fregatte Spetsai, die für die Operation Irini im Mittelmeer eingesetzt war, inspiziert werden. Als der dazu eingesetzte Hubschrauber sich den Schiffen näherte, wies die türkische Marine darauf hin, dass ein Schiff, das unter militärischem Begleitschutz steht, eine Inspektion verweigern könne. Der Leiter der Mission, der italienische Konteradmiral Fabio Agostini ordnete die Rückkehr des Hubschraubers an und die Çirkin setzte die Reise fort. Am gleichen Tag näherte sich die französische Fregatte Courbet und verlangte Auskunft über die Art der Ladung und den Zielhafen. Anstatt zu Antworten, soll das Begleitschiff TCG Gökova die Courbet dreimal mit dem Feuerleitradar erfasst haben. Diese Darstellung wiesen die türkischen Vertreter zurück. Vielmehr soll die Courbet sich in einer aggressiven Weise genähert und ihrerseits auf Funksprüche nicht reagiert haben. Am 11. Juni erreichte die Çirkin Misrata und soll Waffen anstatt der angegebenen Medikamente entladen haben.